# Parafia św. Bartłomieja Apostoła w Żdżarach
Parafia św. Bartłomieja Apostoła w Żdżarach – parafia rzymskokatolicka należąca do dekanatu Bolesławiec diecezji kaliskiej. Została utworzona w XIV wieku.

## Historia
Początek parafii w Żdżarach sięga XIV wieku. Dokładna data ani okoliczności powstania parafii nie są znane. Wiadomo, że pierwsza wzmianka o kościele w Żdżarach sięga połowy XV wieku. Wtedy to przez najazdy książąt śląskich i panującą wtedy zarazę, kościół został zniszczony. Wiadomo jeszcze, że w tamtych czasach Żdżary należały do parafii w Wójcinie. W XVI wieku wieś miała zrujnowaną kaplicę pw. św. Bartłomieja oraz mocą połączenia należała do parafii w Wójcinie. Z biegiem czasu filialny kościół w Żdżarach ulega zniszczeniu. W 1720 r. wieku wyposażenie kościoła jest skromne, a część rzeczy została przeniesiona do Wójcina. Ostatecznie w połowie XVIII wieku kościół zostaje rozebrany. Następnie przez jakieś 20 lat mieszkańcy Żdżar próbują samodzielnie zbierać materiały i odbudować świątynię. Budowa została zakończona w 1768 roku. Kościół ten przetrwał do naszych czasów. Następne lata i wieki to okres remontów i przebudowań.

## Kapłani, którzy pracowali w parafii (od roku 1913)
- ks. Stefan Jarzębiński (1913–1942)
- ks. Władysław Nachtman (1945–1946)
- ks. C. Nabrdalik (1946; administrator)
- ks. Stanisław Ratoń (1946; administrator)
- ks. Franciszek Kowalski (1946–1957)
- ks. Wojciech Kaczmarczyk (1958; administrator)
- ks. Wacław Sznuro (1958–1961)
- ks. Jan Kiedosz (1961; administrator)
- ks. Franciszek Data (1961–1986)
- ks. Józef Bernaś (1986–1989)
- ks. Wiesław Korpeta (1989–1991)
- ks. Adam Przybyś (1991–1992)
- ks. Ryszard Jaśkiewicz (1992–1994)
- ks. Andrzej Chrobak (1994–2000)
- ks. Zdzisław Nagler (2000–2001)
- ks. Grzegorz Zamelek (2001–2008)
- ks. Adam Sośnicki (2008–2024)
- ks. Jakub Stanecki (od 2024)